# Fondation nationale d'amélioration de la race chevaline
La Fondation nationale d'amélioration de la race chevaline (abrégé FNARC) est un établissement public tunisien, destiné à l'élevage du cheval, de l'âne et du mulet. 

## Histoire
La FNARC est créée en 1988 sous la tutelle du ministère de l'Agriculture, des Ressources hydrauliques et de la Pêche, en remplacement de l'ancien établissement des Haras nationaux de Tunisie, qui existait depuis 1913. 
En février 2011, la FNARC saisit les 130 chevaux pur-sang arabes et anglais de Slim Chiboub présents sur le sol tunisien, les transfère à Sidi Othmane, et les remet à l'État tunisien,.
En 2019, la FNARC contribue au projet de loi de finances 2019 en fournissant des données d'évaluation du train de vie des propriétaires de chevaux.

## Missions
La mission essentielle de la FNARC consiste à encourager, gérer et suivre les activités d'élevage et d'utilisation du cheval, de l'âne et du mulet en Tunisie. Pour cela, elle diffuse des méthodes et des techniques d'élevage modernes, et assure le suivi de l'amélioration génétique de ces animaux. Elle assure aussi la gestion et la tenue des différents stud-books tunisiens, l'identification des équidés présents sur le sol tunisien, et organise la monte publique des étalons. La FNARC organise des concours de modèle et allures, et des ventes de poulains et de chevaux,.
Sa mission est assurée en partenariat avec d'autres organismes tels que la World Arabian Horse Organization, l'European Conference of Arabian Horse Organizations, l'Organisation mondiale du cheval Barbe, l'International Stud-Book Committee, l'European and Mediterranean Stud Book Liaison Committee et l'International Society of Animal Genetics.